# 圭多·坎泰利

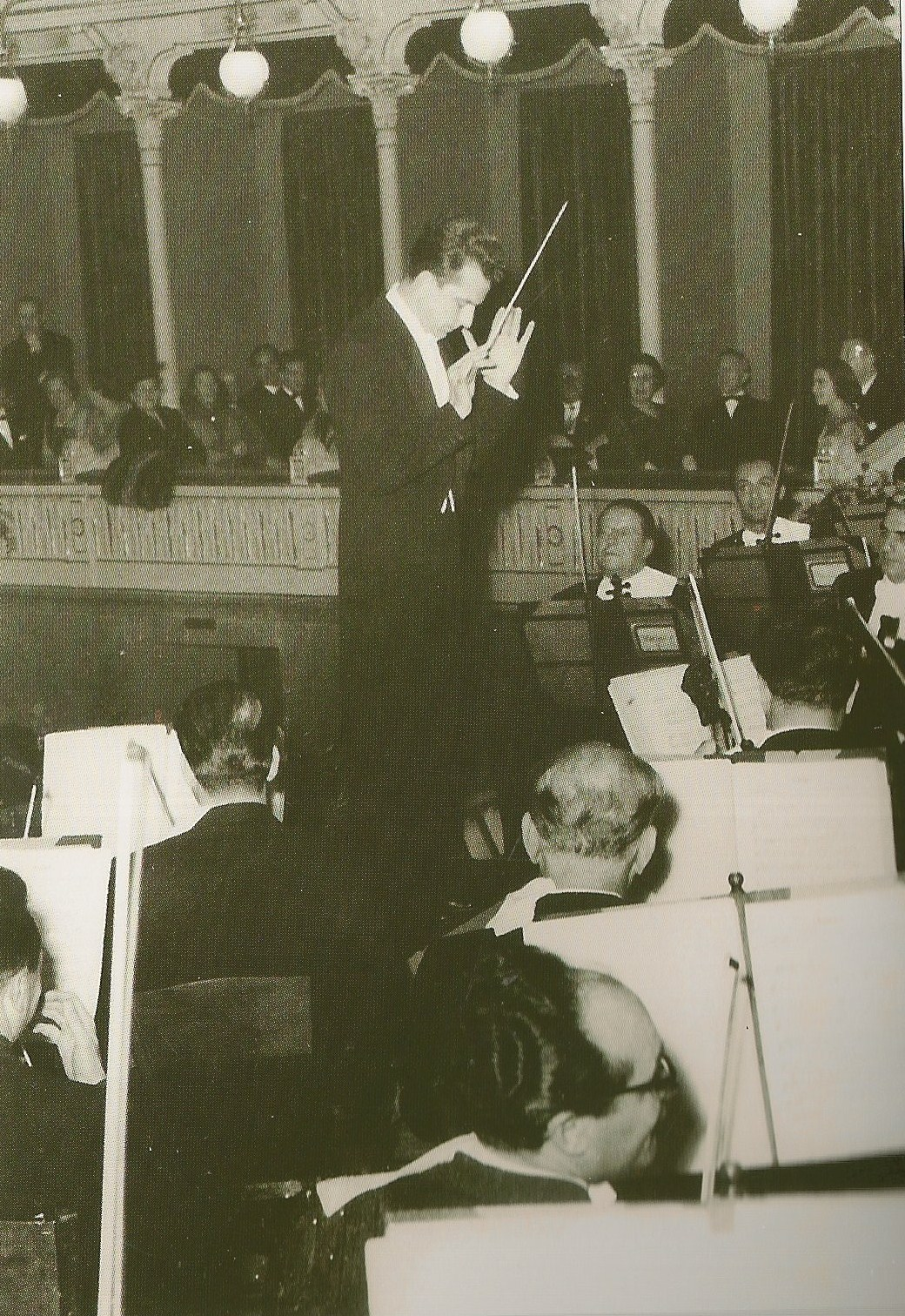
圭多·坎泰利指挥斯卡拉乐团，1956年11月17日，他于一周后去世

圭多·坎泰利（義大利語：Guido Cantelli，1920年4月27日—1956年11月24日），20世纪意大利指挥家。他师承阿图罗·托斯卡尼尼，曾任斯卡拉大劇院音乐总监，但就任一星期后即于巴黎附近遭遇空难去世。

## 外部連結
- 圭多·坎泰利的Discogs页面（英文）